# Louise-Marie Colon
Pour les articles homonymes, voir Colon.
Louise-Marie Colon, née le 9 août 1976 à Ottignies (province du Brabant), est une réalisatrice, animatrice et autrice de bande dessinée belge francophone.

## Biographie
Louise-Marie Colon naît le 9 août 1976 à Ottignies,.
Elle obtient d'abord son diplôme d’institutrice primaire à la Haute École namuroise catholique (HENaC).
Elle se forme artistiquement à l'École nationale supérieure des arts visuels de La Cambre à Bruxelles en option cinéma d’animation. 
Elle travaille depuis 2002 chez Camera-etc, une association qui produit des films d'animation dans toutes sortes de contextes.
Au cinéma, on lui doit la réalisation et le scénario du court métrage d'animation de La Boîte de sardines en 2011. Ce film lui vaut de remporter le prix RTBF et le Grand Prix de la Fédération Wallonie-Bruxelles au festival Anima en 2012. 
Avec Benjamin Vinck, elle publie le one shot Ting Tang sap sap,, sur un scénario de Anaële Hermans, dans la collection « Hors Champ » aux éditions La Boîte à bulles en 2020.

### Vie privée
Elle demeure à Liège en 2020.

## Œuvres

### Filmographie

#### Courts métrages d'animation
- 2001 : Paulette[10], réalisatrice ;
- 2005 : La Poupée cassée[11], réalisatrice et scénariste, production : Camera-etc ;
- 2008 : J'ai faim[12], coréalisatrice avec Delphine Hermans ;
- 2009 : Paola poule pondeuse[13],[14] ;
- 2011 : La Boîte de sardines[5], réalisatrice ;
- 2012 : Mateso[15], coréalisatrice avec Delphine Hermans ;
- 2013 : Abracadaprout[16], réalisatrice et scénariste, production : Camera-etc;
- 2014 : Une école de rêve[17], réalisatrice ;
- 2015 : 
  - La Vraie Vérité[18], coréalisatrice avec Delphine Hermans ;
  - Music from the Hotdogstand[19], coréalisatrice avec Delphine Hermans ;
- 2016 : Cher Papa[20], réalisatrice ;
- 2017 : Ted a le hoquet[21], coréalisatrice avec Delphine Hermans ;
- 2018 : 
  - Le Pikitikatok[22], réalisatrice ;
  - Vers un monde meilleur[23], réalisatrice ;
  - J'ai perdu mon papa[24], coréalisatrice avec Simon Médard.
- 2023 : Bob le petit éléphant[25] de Louise-Marie Colon et Siona Vidakovic, 2 min.

### Publications

#### One shot
- Ting Tang sap sap[7],[8],[9], La Boîte à bulles, coll. « Hors Champ », Saint-Avertin, 9 septembre 2020
Scénario : Anaële Hermans - Dessin et couleurs : Louise-Marie Colon, Benjamin Vinck -  (ISBN 9782849532867)

## Prix et distinctions
- 2013 :  Mo Award décerné le festival international du court métrage d'Hambourg pour Mateso partagé avec Delphine Hermans, Dominique Van Hecke, Simon Médard et Siona Vidakovic[26].

### Livres
: document utilisé comme source pour la rédaction de cet article.
- Philippe Mellot, Michel Denni, Laurent Turpin et Isabelle Morzadec, Trésors de la bande dessinée : BDM 2023-2024 - Catalogue encyclopédique et Argus, Paris, Les Arènes, novembre 2022, 23e éd., 1677 p., ill. ; 23 cm (ISBN 9791037507280, OCLC 1351462460, présentation en ligne), p. 1259. .

### Interviews
- Louise-Marie Colon (interviewée par Anne Feuillère), « Louise-Marie Colon à propos de Paola, la poule pondeuse », Cinergie,‎ 8 avril 2009 (lire en ligne, consulté le 26 janvier 2024).